# Mosznica
Mosznica (deutsch Moschnitz) ist ein kleines Dorf in der polnischen Woiwodschaft Ermland-Masuren. Es gehört zur Gmina Działdowo (Landgemeinde Soldau) im Powiat Działdowski (Kreis Soldau).

## Geographische Lage
Mosznica liegt im Norden der Gmina Działdowo im Südwesten der Woiwodschaft Ermland-Masuren, 36 Kilometer südlich der früheren Kreisstadt Osterode (Ostpreußen) (polnisch Ostróda) bzw. 19 Kilometer nördlich der heutigen Kreismetropole Działdowo (deutsch Soldau i. Ostpr.).

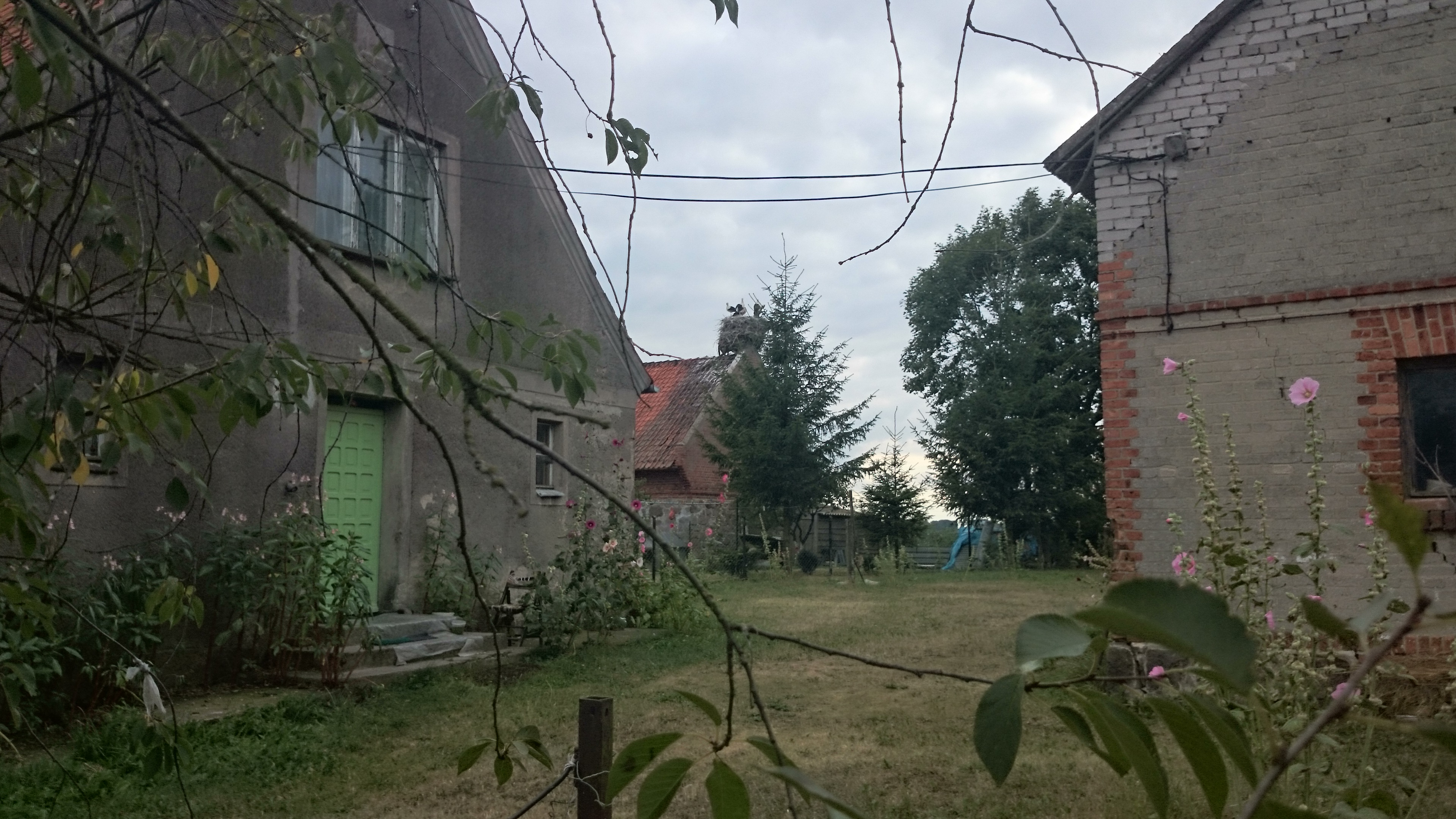
Anwesen – mit Storchennest – in Mosznica

## Geschichte
Im Jahre 1519 wurde Moschnitz erstmals erwähnt. 1874 kam die Landgemeinde Moschnitz zum neu errichteten Amtsbezirk Rauschken (polnisch Ruszkowo), der bis 1945 bestand und zum Kreis Osterode in Ostpreußen im Regierungsbezirk Königsberg (ab 1905: Regierungsbezirk Allenstein) in der preußischen Provinz Ostpreußen gehörte.
1910 waren in Moschnitz 277 Einwohner gemeldet. Ihre Zahl verringerte sich bis 1933 auf 249 und betrug 1939 noch 236.
In Kriegsfolge kam Moschnitz 1945 mit dem gesamten südlichen Ostpreußen zu Polen. Das Dorf erhielt die polnische Namensform „Mosznica“ und ist heute mit dem Sitz eines Schulzenamtes (polnisch Sołectwo) eine Ortschaft im Verbund der Gmina Działdowo (Landgemeinde Soldau) im Powiat Działdowski (Kreis Soldau), bis 1998 der Woiwodschaft Ciechanów, seither der Woiwodschaft Ermland-Masuren zugehörig. 2011 zählte Mosznica 90 Einwohner.

## Kirche
Vor 1945 war Moschnitz in die evangelische Kirche Rauschken (polnisch Ruszkowo) in der Kirchenprovinz Ostpreußen der Kirche der Altpreußischen Union, außerdem in die römisch-katholische Kirche Gilgenburg (polnisch Dąbrówno) eingepfarrt. Heute gehört Mosznica evangelischerseits zur Kirche in Działdowo (Soldau) in der Diözese Masuren der Evangelisch-Augsburgischen Kirche in Polen sowie katholischerseits zur Pfarrei St. Josef in Ruszkowo (Rauschken) im Erzbistum Ermland mit Filialkirchen in Grzybiny ((Groß)  Grieben) und Gąsiorowo (Ganshorn bei Gilgenburg).

## Verkehr
Mosznica liegt an einer Nebenstraße, die Ruszkowo mit Jankowice (Jankowitz, 1938 bis 1945 Sassendorf (Ostpr.)) verbindet. Eine Bahnanbindung besteht nicht.